# Фальконе, Федерико
Федерико Матиас Фальконе (исп. Federico Matías Falcone; родился 21 февраля 1990 года, Росарио, Аргентина) — аргентинский футболист, нападающий клуба «Валлетта».

## Клубная карьера
Фальконе — воспитанник клуба «Ньюэллс Олд Бойз». 4 июля 2009 года в матче против «Расинга» он дебютировал в аргентинской Примере. Летом 2012 года для получения игровой практики Федерико на правах аренды перешёл в чилийский «Депортес Ла-Серена». 16 июля в матче против «Универсидад де Чили» он дебютировал в чилийской Примере. 22 июля в поединке против «Уачипато» Фальконе забил свой первый гол за «Депортес Ла-Серена». В начале 2013 года Федерико перешёл в «Уачипато». 26 января в матче против «Сан-Маркос де Арика» он дебютировал за новый клуб. В матчах Кубка Либертадорес против бразильского «Гремио» и венесуэльского «Каракаса» Фальконе забил свои первые голы за Уачипато.
В начале 2014 года Федерико перешёл в «Барнечеа». 18 февраля в матче против «Депортес Темуко» он дебютировал в чилийской Примере B.
Летом того же года Фальконе присоединился к «Рейнджерс» из Тальки. 17 августа в матче против «Курико Унидо» он дебютировал за новую команду. 30 августа в поединке против «Иберия Лос-Анхелес» Федерико забил свой первый гол за «Рейнджерс». Летом 2015 года Фальконе подписал контракт с мальтийской «Валеттой». 21 августа в матче против «Сент-Эндрюс» он дебютировал в чемпионате Мальты. В этом же поединке Федерико забил свой первый гол за «Валетту». В 2016 году он помог клубу выиграть чемпионат.
В начале 2017 года Фальконе подписал контракт с малайзийским «Теренггану» и полгода выступал в чемпионате Малайзии. Летом того же года Федерико перешёл в португальский «Авеш». 6 августа в матче против лиссабонского «Спортинга» он дебютировал в Сангриш лиге. 3 декабря в поединке против «Фейренсе» Фальконе забил свой первый гол за «Авеш».
18 июня 2018 года подписал контракт до 2020 года с «Боавиштой».

## Достижения
Командные
 «Валетта»
- Чемпионат Мальты по футболу — 2015/2016